# Champigny-en-Beauce
Champigny-en-Beauce – miejscowość i gmina we Francji, w Regionie Centralnym, w departamencie Loir-et-Cher.
Według danych na rok 1990 gminę zamieszkiwało 481 osób, a gęstość zaludnienia wynosiła 22 osoby/km² (wśród 1842 gmin Regionu Centralnego Champigny-en-Beauce plasuje się na 694. miejscu pod względem liczby ludności, natomiast pod względem powierzchni na miejscu 594.).